# 陳亨 (明朝將領)
陳亨（1332年—1400年），河南江北等處行中書省安豐路壽春縣人，明朝軍事將領、靖難之役人物。

## 生平
陳亨為元末揚州萬戶，在濠州跟隨朱元璋起兵，為鐵甲長，擢千戶。此後跟隨大將軍徐達北征，守衛東昌。當時固守以奇兵誘敗元軍數萬人的圍攻。之後跟隨攻下數城。洪武二年（1369年），鎮守大同，并累任至燕山左衛指揮僉事。屢次隨軍出塞，升任北平都指揮使。明惠帝即位后，擢升都督僉事。
靖難之役時，朱棣起兵，陳亨與劉真、卜萬鎮守大寧，后移兵出松亭關，駐沙河，謀攻遵化。燕兵抵達后，退守松亭關內。當時李景隆帥五十萬眾將進攻北平，當時北平勢弱，而大寧行都司有二十餘衛西北精銳；而此外還有朵顏、泰寧、福余的兀良哈三衛。當時卜萬將與李景隆部隊會合。朱棣大懼，設計使陳亨逮捕卜萬，從劉家口間道疾攻大寧。陳亨、劉真率部回援時聽聞大寧被破，於是陳亨與都指揮徐理、陳文計謀投降燕軍，并在夜間襲擊劉真軍營。劉真此後單騎逃走廣寧，陳亨率眾投降。朱棣於是利用兀良哈三衛威脅寧王朱權投降，并用該部隊作為南下先鋒。朱棣攻下天下，也是從攻下大寧開始。
陳亨歸降后，屢次攻破中央軍。白溝河之戰中，中箭幾死。此後攻打濟南，與平安在鏵山大戰后大敗，病中后還北平。晋升都督同知，同年十月去世。朱棣親自寫文祭祀。即位后，追封其為涇國公，諡襄敏。
有子陳恭、陳忠、陳懋。